# Salomon Lefmann

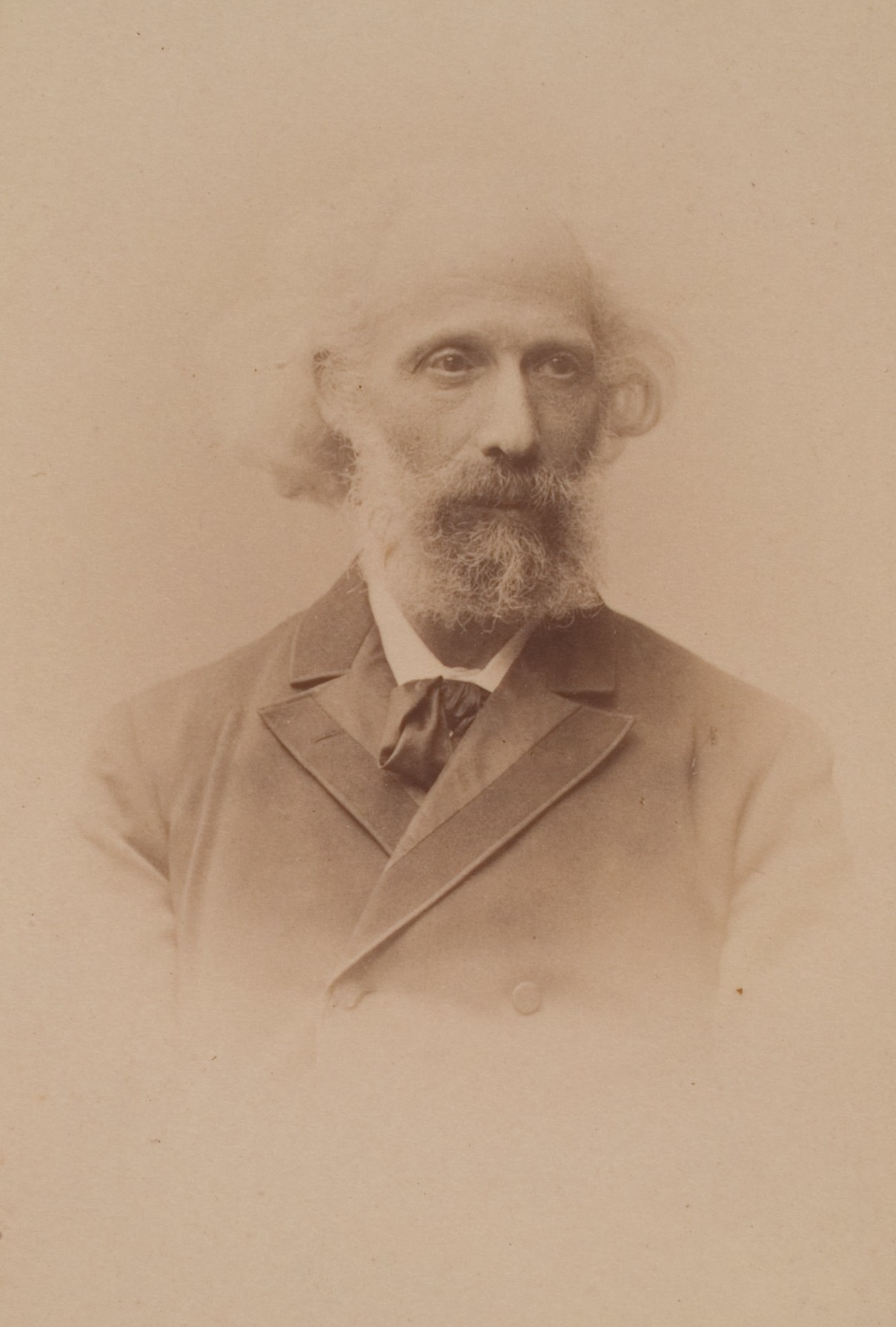
Salomon Lefmann

Salomon Lefmann (* 25. Dezember 1831 in Telgte, Westfalen; † 14. Januar 1912 in Heidelberg) war ein deutscher Philologe.
Lefmann besuchte die jüdische Schule seiner Heimatstadt. Er studierte an den Universitäten Münster, Heidelberg, Berlin und Paris (Promotion in Berlin 1864). Während seines Studiums in Heidelberg wurde er 1861 Mitglied der Burschenschaft Frankonia Heidelberg. 1866 wurde er Privatdozent, 1870 außerordentlicher Professor für Sanskrit in Heidelberg.
Er engagierte sich auch für die deutsche Rechtschreibreform sowie in der jüdischen Gemeinde und war auch Präsident des Armenfürsorge-Vereins Zedaka.

## Schriften
- De Aristotelis in Hominum Educatione Principiis, Berlin 1864
- August Schleicher, Leipzig 1870
- Ueber deutsche Rechtschreibung, Lüderitz, Berlin 1871, (Digitalisat)
- als Übersetzer: Lalita Vistara. Erzählung von dem Leben und der Lehre des Çâkya Sim̃ha. Aus dem Original des Sanskrit und des Gâthâdialects zuerst ins Deutsche übersetzt und mit sachlichen Erklärungen versehen. Dümmler, Berlin 1874, Digitalisat
- Geschichte des Alten Indiens, Berlin 1879–90, (Allgemeine Geschichte in Einzeldarstellungen) Digitalisat
- Franz Bopp, 2 Bde., Berlin 1891–97
- als Herausgeber: Lalita Vistara. Leben und Lehre des Çâkya-Buddha. Textausgabe mit Varianten-, Metren- und Wörterverzeichnis. 2 Bde. Halle an der Saale, Verlag der Buchhandlung des Waisenhauses 1902, 1908. Nachdruck: Meicho-Fukyu-Kai, Tokyo 1977
  - Bd. 1: Text. 1902
  - Bd. 2: Varianten-, Metren- und Wörterverzeichnis. 1908, Digitalisat